# Février 1944 (guerre mondiale)
Chronologie de la Seconde Guerre mondiale
Janvier 1944 - Février 1944 -  Mars 1944
- 3 février :
  - Le général Franco réaffirme la neutralité de l'Espagne.
  - Départ du 67e convoi de déportation des Juifs de France, du camp de Drancy vers Auschwitz : 1214 déportés, 26 survivants en 1945.

- 8 février : 
  - Le plan pour l'invasion de la France, l'opération Overlord, est confirmé.

- 9 février :
  - Les États-Unis invitent la Finlande à se retirer de la guerre et accepter les conditions voulues par les Soviétiques.

- 10 février : 
  - Départ du 68e convoi de déportation des Juifs de France, du camp de Drancy vers Auschwitz : 1500 déportés, 42 survivants en 1945.

- 14 février : 
  - Les SHAEF établis au Royaume-Uni par le général Eisenhower.

- 18 février :
  - Opération Jéricho, bombardement britannique sur la prison d'Amiens visant à libérer des prisonniers.
- 20 février :
  - Début de la Big Week, série de bombardements anglo-américains sur l'industrie aéronautique allemande

- 22 février : 
  - Bombardement de Stockholm par l'aviation soviétique.

- 25 février
  - Fin de la Big Week

- 29 février :
  - Le parlement finlandais étudie les conditions de la paix soviétique.